# The Godwinns
The Godwinns was een professioneel wortstelteam dat actief was in de World Championship Wrestling (WCW) en World Wrestling Federation (WWF). Het team bestond uit Henry O. Godwinn / Shanghai Pierce (Mark Canterbury), Phineas I. Godwinn / Tex Slazinger (Dennis Knight) en Cousin Ray (Ray Gordy).

## In worstelen
- Finishers en signature moves
  - Country Thunder ("Pumphandle slam" van Godwinn gevolgd door een "diving splash" van Ray) – Henry en Cousin Ray
  - Double Slop Drop (Dubbele reverse DDT) – Henry en Phineas

- Managers
  - Hillbilly Jim
  - Sunny
  - Uncle Cletus

## Kampioenschappen en prestaties
- World Wrestling Federation
  - WWF Tag Team Championship (2 keer)

- Wrestling Observer Newsletter awards
  - Worst Tag Team (1996, 1997)